# Feldstrasse (Hamburgs tunnelbana)
Feldstrasse tillhör Hamburgs tunnelbana och ligger på Hamburgs äldsta tunnelbanelinje U3. Stationen ligger i stadsdelen St. Pauli. I närheten av stationen finns kända affärsgatan Marktstrasse i Karolinenviertel, Bunker St. Pauli, Heiligengeistfeld-torget med Hamburger Dom samt Millerntor-Stadion.

## Bilder

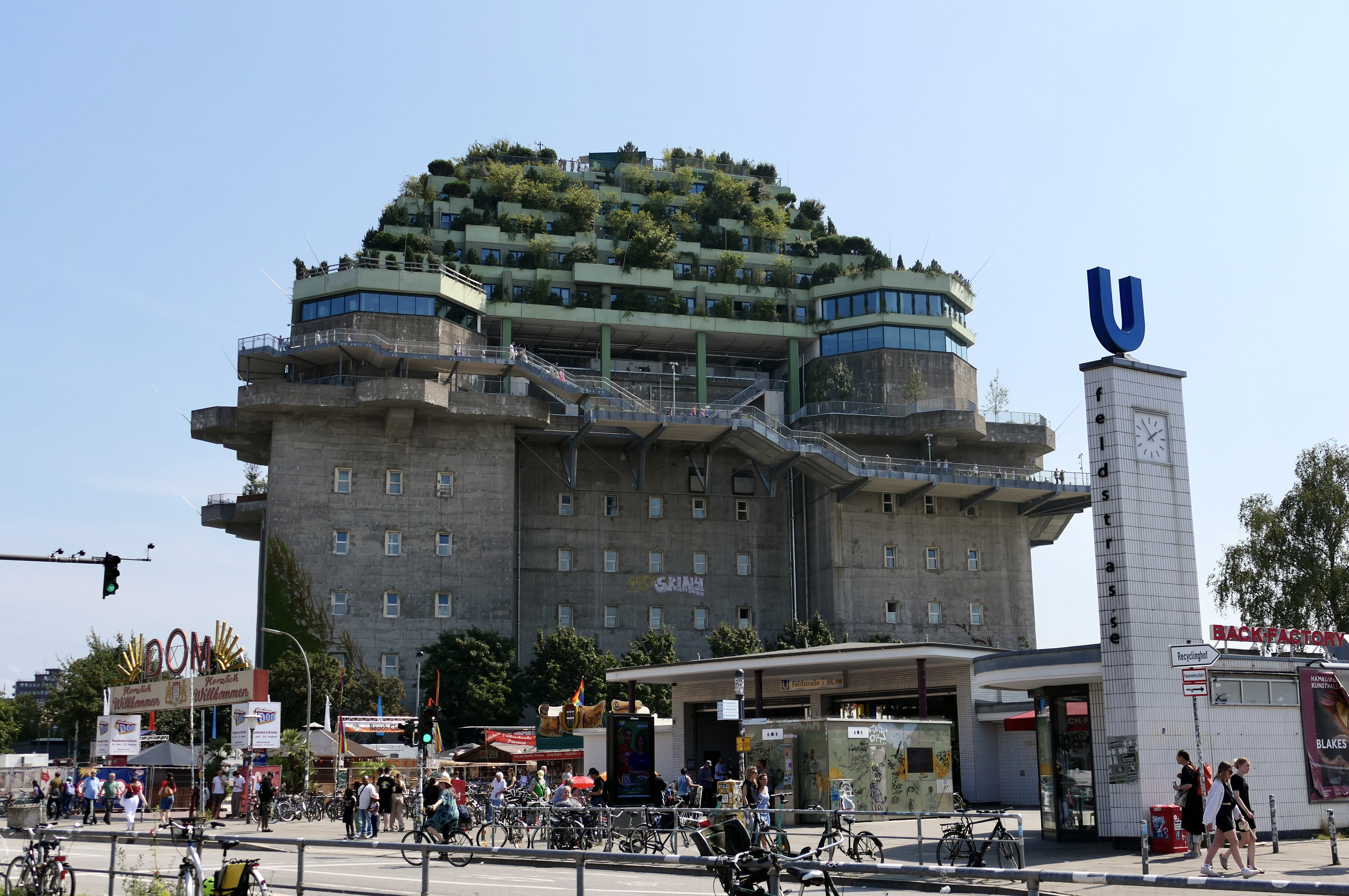
Eventhuset Bunker St. Pauli.
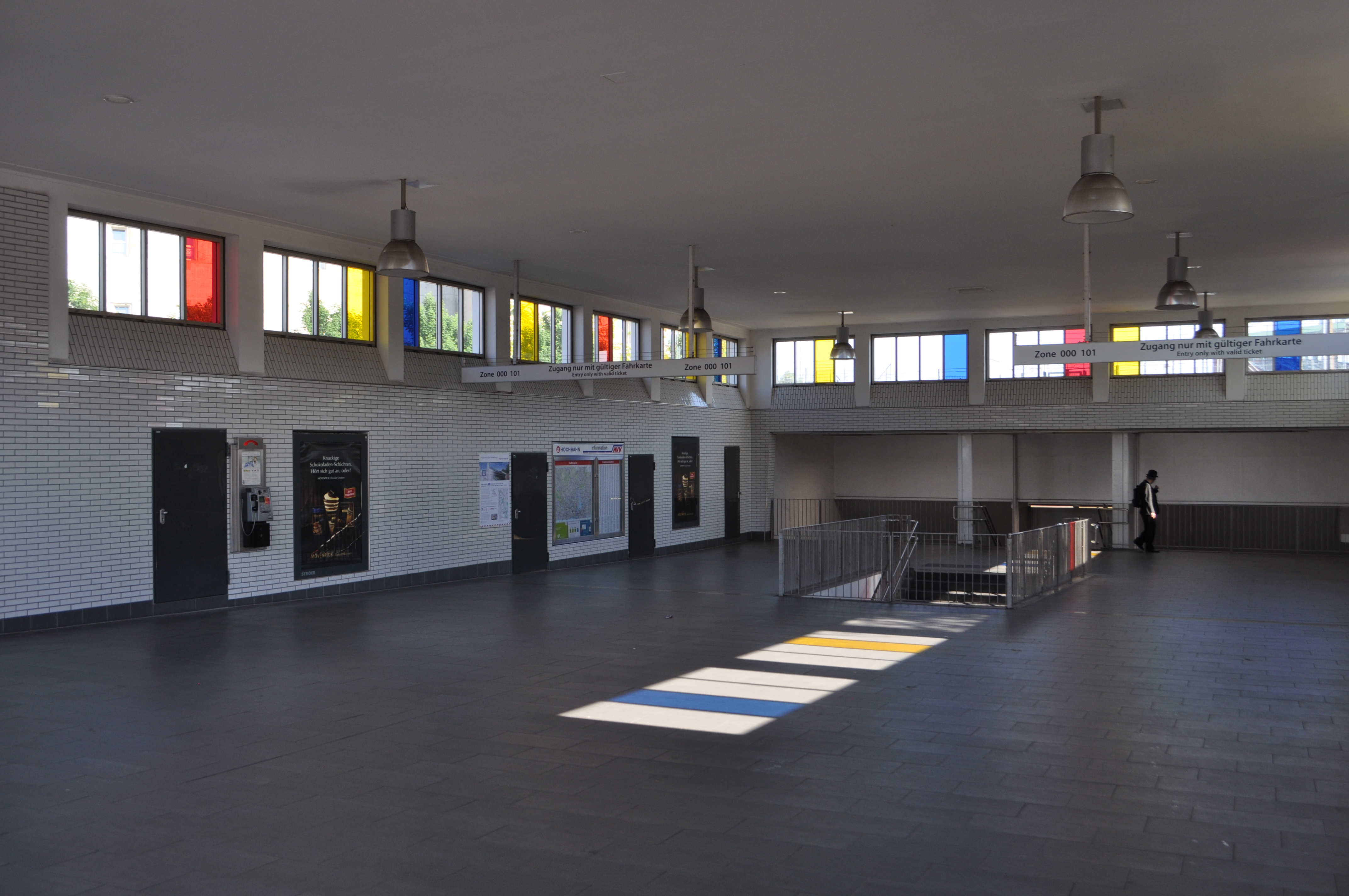
Entré Feldstrasse.
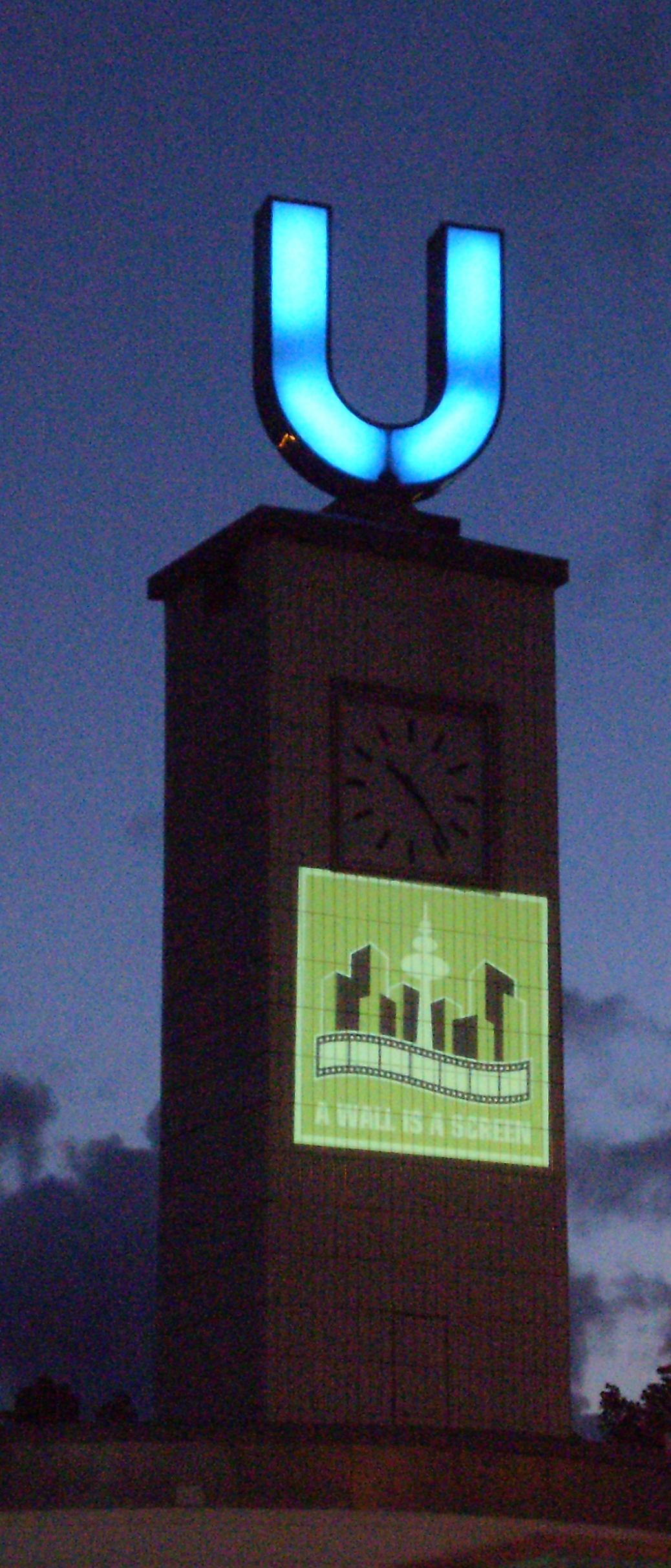